# 杜希夷
杜希夷（1899年—1988年1月4日），字華谷。河南省濬縣人。民國37年（1948年）在河南省第二選區當選第一屆立法委員。

## 生平[1][2][3][4][5][6]
- 國立北平師範大學畢業
- 中訓團黨政班廿八期結業
- 革命實踐研究院十四期結業
- 聯戰班第三期結業
- 戰區中學校長
- 河南省教育廳主任秘書、代廳長
- 河南省議員
- 國民參政員
- 三民主義青年團河南支團部幹事兼書記
- 河南省黨部執行委員兼副書記長
- 第一屆立法委員
- 民國77年1月4日病逝[7]